# Dorothea av Danmark
Dorothea av Danmark, född 29 juni 1546 i Kolding, död 6 januari 1617 i Winsen, var en dansk prinsessa. Hon var hertiginna av  Braunschweig-Lüneburg 1562–1592 som gift med Wilhelm den yngre av Braunschweig-Lüneburg, och regent 1592–1596 för sin omyndige son Georg av Braunschweig-Lüneburg. 

## Familj
Dorothea var dotter till kung Kristian III av Danmark och Dorothea av Sachsen-Lauenburg. Gift 12 oktober 1561 med hertig Wilhelm d.y. av Braunschweig-Lüneburg.
Barn:
1. Dorothea av Braunschweig-Lüneburg född 1570, död 1649.
2. Georg av Braunschweig-Lüneburg född 1583, död 1641.

Maken led av perioder av vansinne från 1582 och Dorothea lämnade honom för sin egen säkerhets skull. Vid hans död 1592 blev hon regent för sin omyndige son. Hon misstrodde rådet på grund av dess misskötsel under makens sjukdom, och beskrivs som en kapabel och energisk regent. Sonen myndigförklarades 1596.